# Wang Yan (gymnastique)
Pour les articles homonymes, voir Wang.
Wang Yan est une gymnaste artistique chinoise née le 30 octobre 1999. Elle a remporté avec Fan Yilin, Mao Yi, Tan Jiaxin et Shang Chunsong la médaille de bronze du concours par équipes aux Jeux olympiques d'été de 2016 à Rio de Janeiro.